# Otto Weiß
Otto Weiß (ur. 25 września 1907 we Wrocławiu, zm. 25 września 1955 w Kilonii) – niemiecki wojskowy, oficer Luftwaffe w stopniu pułkownika. Służył w czasie II wojny światowej. Za swoją służbę został odznaczony  Krzyżem Rycerskim Krzyża Żelaznego z Liśćmi Dębu.

## Odznaczenia
- Krzyż Żelazny (1939) 
  - II klasy (15 września 1939)
  - I klasy
- Krzyż Rycerski Krzyża Żelaznego z Liśćmi Dębu
  - Krzyż Rycerski (18 maja 1940)
  - 52. Liście Dębu (31 grudnia 1941)

## Literatura
- Brütting, Georg. Das waren die deutschen Stuka-Asse 1939 - 1945. Motorbuch, Stuttgart, 1992. ISBN 3-87943-433-6.
- Fellgiebel, Walther-Peer. Die Träger des Ritterkreuzes des Eisernen Kreuzes 1939-1945.  Podzun-Pallas, 2000. ISBN 3-7909-0284-5.